# Сага о Битве на Пустоши
«Сага о Битве на Пустоши» (др.-сканд. Heiðarvíga saga) — одна из «саг об исландцах», записанная приблизительно в 1200 году. Относится к самым ранним и наиболее архаичным произведениям этого жанра.

## Сюжет
По месту событий сага принадлежит к циклу саг Городищенского фьорда. В центре повествования Битва на Пустоши Перепутье, происшедшая в 1014 году и ставшая кульминационным пунктом в распре между хёвдингами западной четверти и бондами Боргарфьорда. Главные герои саги — два хёвдинга с запада: Стюр Убийца (в первой части саги) и Барди Убийца (во второй части).
Действие саги начинается незадолго до 1000 года. Стюр Убийца контролирует всю округу и убивает бондов, не желающих ему подчиняться. Всего он убил больше тридцати человек и ни за одного не заплатил виру. Сын одного из убитых Гест отомстил за отца, убив Стюра (1007). Скрываясь от мести сына Стюра Торстейна, Гест уехал сначала в Норвегию, потом в Миклагард. Торстейн трижды настигал его и пытался убить, но в конце концов был вынужден с ним примириться.
Тем временем зять Стюра Снорри Годи начал распрю с бондами Городищенского фьорда, некоторое время укрывавшими Геста как своего родича. Он убил двоих из рода Гислунгов (1008). После этого стороны примирились, но вскоре в Норвегии родичи Гислунгов убили одного исландца, который помог спастись от них зятю Снорри Годи. Брат погибшего Барди начал тяжбу. В уплате виры ему отказали в оскорбительной форме. Тогда он с восемнадцатью людьми отправился в поход во Фьорд Городища (1014). 
Трое братьев Гислунгов были застигнуты врасплох во время сенокоса. Барди убил одного из них, а потом отступил к Пустоши Перепутье и там принял бой с жителями округи. Его отряд нанёс противнику серьёзные потери и уехал, увидев большое подкрепление, подходившее к Гислунгам. Тяжба была улажена на альтинге в 1015 году: все, кто сражался на Пустоши на стороне Барди, отказались платить виру и были приговорены к изгнанию на три года. Барди, отбыв изгнание, вернулся в Исландию (1018), потом снова уехал в Норвегию и в Гардарики, где и погиб примерно в 1025 году.

## Судьба текста
«Сага о Битве на Пустоши» была записана примерно в 1200 году (в альтернативной гипотезе фигурирует примерно 1260 год). Большинство учёных полагает, что это произошло в монастыре Тингэйрар на западе Исландии. В 1683 рукопись, содержавшая её текст, была вывезена из Исландии в Швецию Йоуном Эггертссоном. В 1725 году шведы переслали первую часть саги в Копенгаген профессору Арни Магнуссону; один из служащих последнего, писец Йоун Оулафссон, сделал с неё список, но в 1728 году и копия, и оригинал погибли при пожаре в копенгагенской Королевской Библиотеке. Через полтора года Йоун восстановил текст по памяти, выделив при этом фрагменты, которые ему удалось запомнить дословно.
Исследователям остаётся строить предположения о том, насколько точно был воспроизведён изначальный текст. Поскольку Йоун Оулафссон не читал вторую половину саги, он наверняка пропустил те данные, о значимости которых для развития сюжета не догадывался. Писец по собственному признанию, сделанному во вступлении, слабо разбирался генеалогиях и в географии Исландии, он переделывал имена, которые запомнил неточно, додумывал мотивировки для действий персонажей. При всём этом Йоун старался зафиксировать в изложении максимум второстепенных деталей — в том числе и такие, которые не понимал. Ему удалось запомнить множество ярких высказываний, хотя во многих случаях прямую речь он переводил в косвенную. В целом Йоун не пересказал сагу, а скорее создал её позднюю самостоятельную версию.
Вторая часть саги, оставшаяся в Швеции и считавшаяся утраченной, найдена в конце XVIII века. Наконец, в 1951 году в Национальной библиотеке Исландии нашёлся лист, выпавший из рукописи с первой частью саги.
Большинство учёных считает «Сагу о Битве на Пустоши» самой ранней из исландских «родовых саг», записанной вскоре после первых «саг о королях». В её тексте видят стилистическую близость к устной традиции.

## Издание на русском языке
- Сага о Битве на Пустоши. Перевод А. В. Циммерлинга // Исландские саги. М., 2000. С. 44 — 110.